# Ioanichie al II-lea al Constantinopolului
Ioanichie al II-lea din Lindos (în greacă Ιωαννίκιος Β΄ ο Λίνδιος, transliterat: Ioannikios 2 o Lindios; n. ? – d. 1659 sau 1660) a fost un cleric ortodox grec, care a îndeplinit în patru rânduri funcția de patriarh ecumenic al Constantinopolului între anii 1646 și 1656.

## Biografie
Ioanichie era originar din micul oraș Lindos de pe insula Rodos. El a fost numit mitropolit de Ganos și Hora în 1624 de către patriarhul Chiril Lucaris al Constantinopolului și a devenit în 1636 mitropolit de Heracleea. În 1641 mitropolitul Ioanichie a fost unul dintre cei trei mitropoliți greci care au însoțit de la Constantinopol către Iași moaștele Sfintei Parascheva, care fuseseră cedate Moldovei de către Patriarhia Ecumenică de Constantinopol în semn de recunoștință pentru faptul că domnul moldovean Vasile Lupu plătise datoriile patriarhale. Sprijinit de Vasile Lupu, mitropolitul Ioanichie a fost ales pentru prima dată ca patriarh al Constantinopolului la 16 noiembrie 1646.
În cursul secolului al XVII-lea au avut loc frecvent intrigi și certuri în comunitatea ortodoxă greacă, iar Sfântul Sinod a provocat schimbări rapide și reinstalări de patriarhi: din 1595 până în 1695 au avut loc șaizeci și unu de schimbări la conducerea Patriarhiei Ecumenice de Constantinopol și s-au succedat treizeci și unu de patriarhi. Aceste schimbări frecvente au fost încurajate de autoritățile otomane care încasau o taxă și primeau un peșcheș pentru fiecare numire. Ioanichie a fost supus mai multor destituiri și realegeri: el a fost destituit la 28 octombrie 1648, reinstalat pentru a doua oară în iunie 1651, destituit din nou în iunie 1652 și a ocârmuit iarăși în perioadele aprilie 1653 - martie 1654 și din martie 1655 - iulie 1656.
În anul 1654 a fost întemnițat pentru că, în numele Patriarhiei, a acumulat în mod intenționat datorii față de Poarta Otomană. După ultima destituire din 1656 a fost numit mitropolit de Kea și Thermia și a păstorit comunitățile ortodoxe de pe acele două insule până la moartea sa, care a survenit în 1659 sau 1660.
Pentru a-și consolida poziția față de oponenții săi, a căutat să obțină sprijinul împăratului austriac și al Romei. Din acest motiv, el a permis instalarea unor misiuni catolice pe coastele Mării Negre și în Insulele Ciclade. A refuzat, cu toate acestea, să semneze o profesiune de credință catolică sau un act de subordonare față de papă așa cum i-a cerut Congregația pentru Răspândirea Credinței (Congregatio de Propaganda Fide), invocând că are o poziție șubredă în cadrul Patriarhiei.